# Lisl Weil
Lisl Weil als Ilse Elisabeth Weisz (* 22. Juni 1910 in Wien, Österreich-Ungarn; † 6. Februar 2006 in New York) war eine österreichisch-amerikanische Graphikerin und Schriftstellerin und gehörte zum Freundeskreis der Zinkenbacher Malerkolonie.

## Leben
Lisl Weil wurde als Ilse Elisabeth Weisz am 22. Juni 1910 in Wien-Hernals, Palffygasse 20, als Tochter des aus dem oberungarischen Ort Leva nach Wien gekommenen Kaufmanns Leopold Weisz und seiner Frau Eugenie geb. Schwarz geboren. Ihr Vater verübte am 2. Jänner 1936 in Wien Selbstmord. Ilse Elisabeth Weiss wurde 1923 durch den Wiener Kaufmann Isidor Weil adoptiert und führte seither den Namen Weil. Bereits sehr früh widmete sie sich der Zeichnung. Als sie 16 Jahre alt war, wurden von ihr regelmäßig Karikaturen in Wiener Tageszeitungen publiziert. Sie war auch als Illustratorin tätig, unter anderem für die Theaterzeitschrift „Die Stunde“ (heute „Die Bühne“). Für ihren Freund Ralph Benatzky gestaltete sie das Titelblatt für eine Notenausgabe des „Weissen Rössel am Wolfgangsee“. Daneben besuchte sie die Kunstgewerbeschule und trat gemeinsam mit einer Tanztruppe auf, ebenso stellten sich erste Ausstellungserfolge ein. Lisl Weil verbrachte regelmäßig ihre Sommerfrische am Wolfgangsee und kam deshalb in Kontakt mit der Zinkenbacher Malerkolonie.
Weil sie jüdischer Abstammung war, musste sie 1938 ihre Heimat Österreich verlassen. Vor ihrer endgültigen Abreise von Europa nach Amerika verbrachte sie ein Jahr in den Niederlanden, wo sie für eine Theatergruppe als Bühnenbildnerin tätig war.
1939 wurden sie und ihre Familie durch eine Rechtsanwaltskanzlei nach Amerika geholt, die ihren Namen aufgrund ihrer Ausstellungstätigkeit kannten. Ein Mitglied der Salzburger Modefirma Lanz hatte ein Geschäft für Trachtenmoden in der 5th Avenue in New York eröffnete und Lisl Weil konnte dort als Schaufensterdekorateurin arbeiten und so in den Vereinigten Staaten Fuß fassen. Sicherlich waren die ersten Jahre nicht einfach, allerdings halfen Freunde der Künstlerin sowie ihrer Schwester und deren Sohn.
In New York lernte sie kurz nach ihrer Ankunft ihren zukünftigen Ehemann, Julius Marx, kennen und wurde nach der Heirat amerikanische Staatsbürgerin. Am 6. Februar 2006 verstarb Lisl Weil im Alter von 95 Jahren in New York.

## Werk
Nachdem sie bereits in Österreich als Karikaturistin und Illustratorin bekannt geworden war, widmete sie sich in den USA einem anderen Sujet: Ihr Mann hatte sie für Kinderbuchillustrationen gewinnen können, und dies war die Grundlage ihrer neuen Karriere in den USA. 1946 erschien das erste von ihr illustrierte Kinderbuch („Doll House“ von Marion Moss), in der Folge wurden über 100 Kinderbücher von ihr illustriert und auch selbst geschrieben.
Durch den damit verbundenen Ruhm war es ihr als begeisterte Musikliebhaberin möglich, gemeinsam mit den New York Philharmonikern sogenannte „Young People´s Concerts“ zu geben. Diese Aufführungen verfolgten den Zweck, der jungen Generation klassische Musik näherzubringen. Lisl Weil gestaltete parallel zu den Konzerten überdimensionale Bilder, welche die Inhalte der Musik interpretieren sollten. Malerei, Musik und Tanz wurden so in einer „Performance“ zu einem Gesamtkunstwerk zusammengeführt. Diese Aufführungen wurden 30 Jahre lang in zahlreichen Staaten der USA angeboten. Diese Aufführungen wurden auch vom Fernsehen aufgezeichnet. Unter der Leitung von Moritz Schindl produzierte Weston Wood weitere filmische Aufnahmen, in denen Lisl Weil nicht nur als Malerin in Erscheinung trat, sondern ihre Auftritte durch Ausdruckstanz unterstrich. Als Beispiel ist der Film „Sorcerer’s Apprentice“ (1962, Regie Edward English) zu nennen, der noch heute als ein Werk amerikanischer Fernsehgeschichte gilt. Diese Filmdokumente gelten auch als frühe Beispiele didaktischer Musikfilme für Kinder. In den Jahren 1963 und 1964 moderierte und gestaltete sie wöchentlich eine eigene Kindersendung unter dem Titel „Children´s Sketch Book“.
Ein Höhepunkt ihres Schaffens ist die Gestaltung eines Kinderbuches zur Lebensgeschichte von Wolfgang Amadeus Mozart. Hier setzt sie nicht nur dem Künstler ein Denkmal, sondern gibt ihrer Liebe zur Musik noch einmal Ausdruck. Man gewinnt auch den Eindruck, dass sie damit ihrer Heimat Österreich noch einmal mit Zuneigung gedenkt. Dieses von Lisl Weil gestaltete Mozart-Buch wurde von Ruth Kaltenegger und Christina Steinmetzer in den USA wiederentdeckt und nach Salzburg geholt. Am 18. Mai 2006 wurde das Buch in der Neuen Residenz in Salzburg bei der Veranstaltung „Wolfgang Amadeus Mozart 1756 – 1762. Mozart im Exil – oder die Geschichte eines Kinderbuches“ vorgestellt. George Medina, ein Neffe von Lisl Weil, hatte den Reprint des Buches in deutscher Sprache ermöglicht.